# Marshfield (Gloucestershire)
Pour les articles homonymes, voir Marshfield.
Marshfield est une paroisse civile et un village du Gloucestershire, en Angleterre.